# Герб Новоодеського району
Герб Новооде́ського райо́ну — офіційний символ Новоодеського району Миколаївської області, затверджений 26 лютого 2010 року рішенням №11 XXXIV сесії Новоодеської районної ради V скликання.
Автори — С. Перепада, І. Янушкевич.

## Опис
Гербовий щит має форму чотирикутника з півколом в основі. На синьому полі срібний пам’ятник радянському солдату, облямований з боків золотим лавровим вінком і супроводжуваний угорі справа трьома золотими мурованими коронами, двома і одною, угорі зліва — червоним уширеним хрестом із золотою облямівкою, з якого виходить золоте сяйво. 
Щит обрамований золотим декоративним картушем і увінчаний золотою районною короною.